# Мехмед Зияедин паша Мезарджъзаде
Мехмед Зияедин паша Мезарджъзаде (на турски: Mehmed Ziyaeddin Paşa, Mezarcızade) е османски офицер и администратор. Заема валийски постове в империята. През септември 1844 година става румелийски валия и остава на поста до октомври 1845 година. От октомври 1845 до февруари 1846 година е валия на Янински еялет. От януари 1846 до февруари 1848 година е управител на Трикалския санджак. Отново е румелийски валия в периода януари 1847 - септември 1848 година. От септември 1848 до февруари 1849 година отново е валия в Трикала. В 1849 - 1850 г. е валия във Видин.
Умира в 1870 година.